# 小核纺锤虫
小核纺锤虫（学名：Lithatractus nucleolus）为核虫科纺锤虫属的动物。在中国，分布于东海等海域。